# Bibrastraße 1; Landwehrstraße 2 (Bad Kissingen)

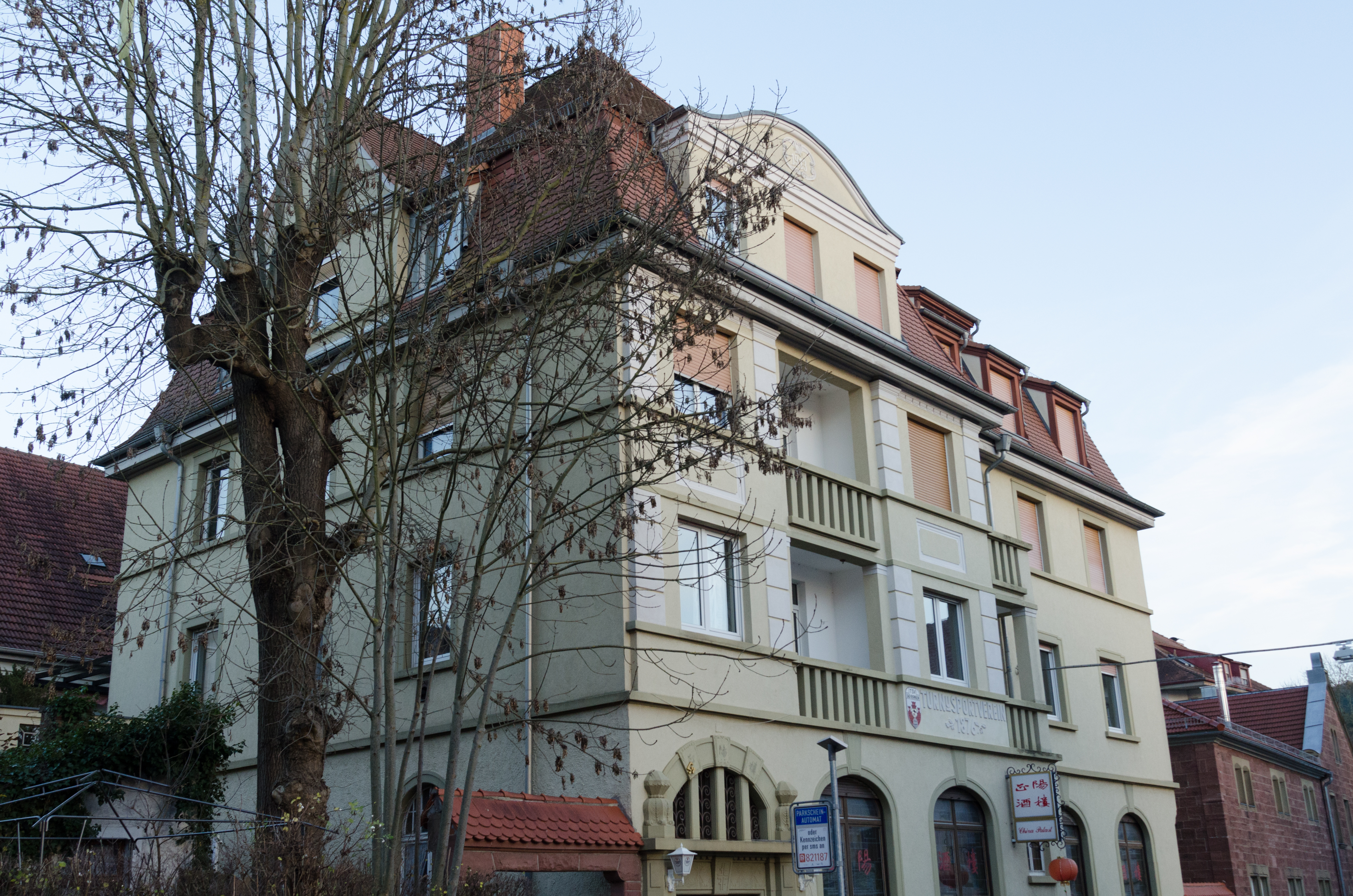
Landwehrstraße 2 in Bad Kissingen

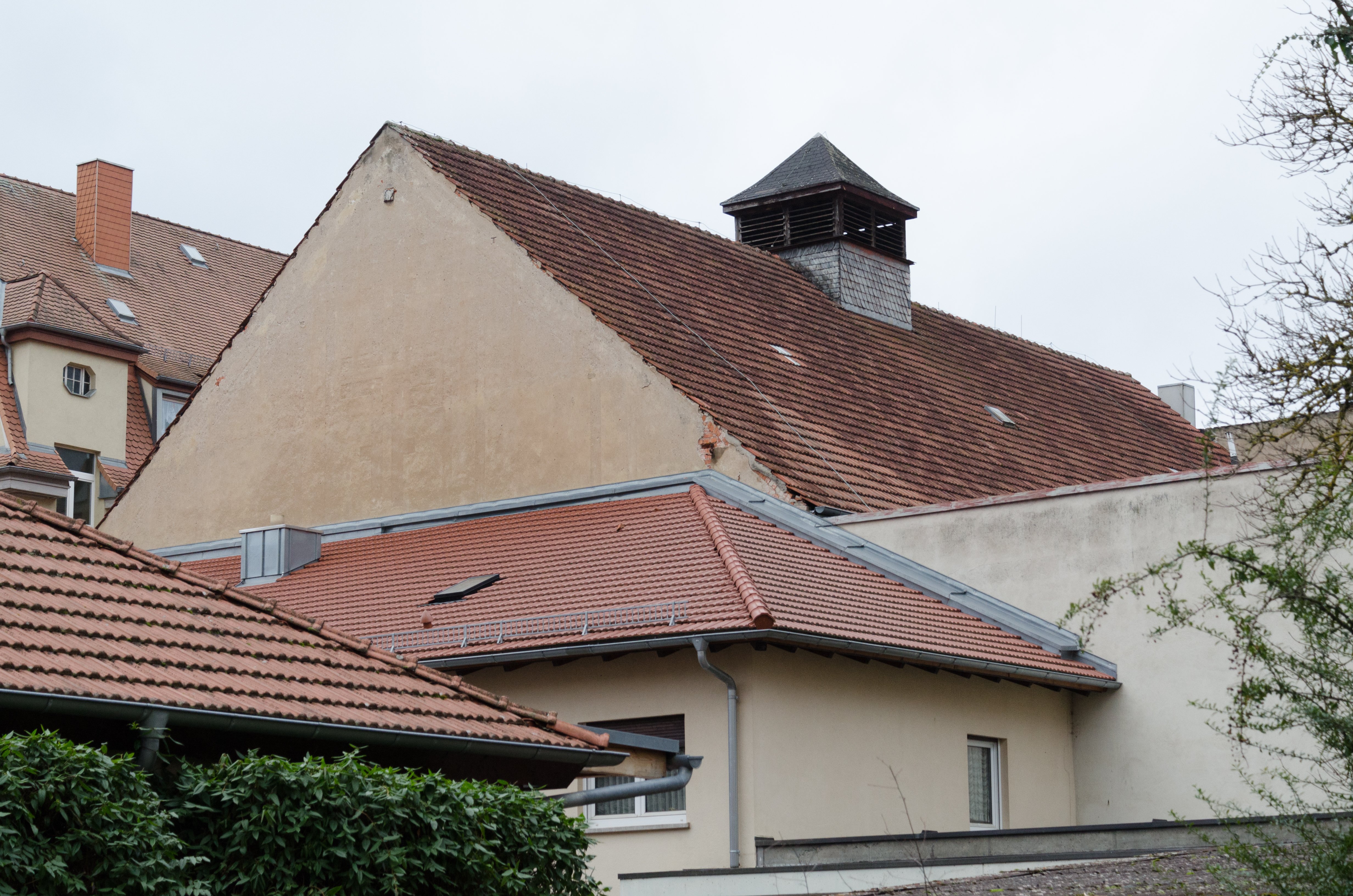
Landwehrstraße 2 (Turnhalle)

Das Anwesen Bibrastraße 1; Landwehrstraße 2 in der Bibrastraße in Bad Kissingen, der Großen Kreisstadt des unterfränkischen Landkreises Bad Kissingen, gehört zu den Bad Kissinger Baudenkmälern und ist unter der Nummer D-6-72-114-309 in der Bayerischen Denkmalliste registriert.

## Geschichte
Bei dem Anwesen handelt es sich um das ehemalige Vereinshaus der Turngemeinde. Es entstand im Jahr 1913 als dreigeschossiger Mansarddachbau im Spätjugendstil. Mit dem Mansarddach und den genuteten Pilastern weist es einige barockisierende Elemente auf, repräsentiert aber insgesamt die Kompositionsstrenge und das geometrisierende Dekor der Zeit vor dem Ersten Weltkrieg.
Architekt war nicht, wie an einigen Stellen genannt, der Bad Kissinger Architekt Franz Krampf (Bruder von Carl Krampf), sondern der Bad Kissinger Architekt Leonhard Ritter. Leonhard Ritter hatte ein Album mit Fotos angelegt, auf denen er vor den von ihm entworfenen Gebäuden zu sehen ist; in diesem Album befindet sich auch ein entsprechendes Foto von dem Anwesen in der Landwehrstraße 2.
Hinter dem Anwesen befindet sich die dazugehörige, ebenfalls 1913 entstandene Turnhalle.